# سيدريك سيبالوس
سيدريك سيبالوس (بالإنجليزية: Cedric Ceballos)‏ مواليد 2 أغسطس 1969 في ماوي، هو لاعب كرة سلة أمريكي معتزل بدأ مسيرته الاحترافية في سنة 1990. تم اختياره من قبل فريق فينيكس صنز خلال الدرافت. يبلغ طوله 6 قدم 7 بوصة (2.0 م). اعتزل اللعب في 2011.

## المسيرة الاحترافية
لعب مع فينيكس صنز من سنة 1990 إلى 1994، ثم لعب مع لوس أنجلوس ليكرز من سنة 1994 إلى 1997، ثم لعب مع فينيكس صنز من سنة 1996 إلى 1998، ثم لعب مع دالاس مافيريكس من سنة 1997 إلى 2000، ثم لعب مع ديترويت بيستونز في سنة 2000، ثم لعب مع ميامي هيت في موسم 2000–2001، ثم لعب مع هارلم غلوبتروترز في سنة 2002، ثم لعب مع لوكوموتيف كوبان في الدوري الروسي في موسم 2002–2003.

## روابط خارجية
- سيدريك سيبالوس على موقع إن بي أي (الإنجليزية)
- سيدريك سيبالوس على موقع سبورتس رفرنس (الإنجليزية)
- سيدريك سيبالوس على موقع كرة السلة الأوروبية.كوم (الإنجليزية)
- سيدريك سيبالوس على موقع كلية كرة السلة في سبورتس رفرنس.كوم (الإنجليزية)
- سيدريك سيبالوس على موقع ريلجم (الإنجليزية)
- سيدريك سيبالوس على موقع بروبوليرز (الإنجليزية)